# جاده ئی۰۱۳ اروپا
جاده ئی۰۱۳ اروپا (به انگلیسی: European route E013) یکی از جاده‌های درجه ۲ قاره اروپا است.
این جاده که در کشور قزاقستان قرار دارد، از شهر ساری-اوزک شروع شده در شهر کوکتال به پایان می‌رسد.